# Trabajo líquido
El trabajo líquido es una nueva tendencia que nace en la era de la información adaptándose a un mercado laboral cambiante. Hace referencia a una nueva forma de plantear las relaciones laborales que rompe con los patrones de la era industrial como la jerarquía, los horarios fijos, la estabilidad laboral o la relación exclusiva entre un empleado y su empleador.
Se trata de un concepto que da valor al talento digital de cada profesional independientemente de la modalidad de contratación o relación laboral que mantenga en un momento determinado. En el trabajo líquido lo realmente importante es el valor que aporta determinada persona mediante sus habilidades y conocimientos. Es un principio que acompaña la realidad laboral del movimiento millennial.
“Un trabajador líquido es aquel que se adapta a la realidad cambiante propia de esta etapa digital por lo que hoy puede estar trabajando por proyectos deslocalizados, mañana en la oficina de un cliente y dentro de unos meses mantener una relación de contratación fija con una empresa. Trabajo líquido es el uso de las habilidades laborales WWW (Whatever, Whenever, Wherever)”  Francesc Font CEO de Nubelo.[cita requerida]

## La historia del trabajo líquido
La revolución digital provocada por los grandes avances en computación y las tecnologías de la comunicación en la segunda mitad del siglo XX dio lugar a lo que hoy conocemos como era de la información, una etapa que se caracteriza por el cambio continuo.
Ya en el año 1999 el sociólogo Zygmunt Bauman utiliza por primera vez el concepto líquido para referirse a una sociedad en continuo cambio que se caracteriza por un desconocimiento del futuro en cuanto a lo que la economía y el mercado laboral se refiere. 
El impacto económico y social de esta revolución afectó notablemente al mundo del empleo dando lugar a un mercado laboral global en el que surgen posibilidades como el teletrabajo, la contratación en línea y el trabajo freelance 3.0. Además, el uso generalizado de Internet abrió grandes posibilidades para pequeñas empresas que accedieron a un mercado internacional sin necesidad de estar presentes de forma física en diferentes países.
De este modo, la forma en la que las empresas se relacionan con el talento cambia radicalmente. El rápido avance de las nuevas tecnologías y la naturaleza cambiante del mercado han hecho que las necesidades de talento de las compañías sean mucho más flexibles. 
Es en este contexto en el que nace el concepto de trabajo líquido. El mercado incierto incita a que los trabajadores dejen atrás el concepto de trabajo tradicional y se esfuercen por crear una marca propia, reinventarse y adaptarse a los nuevos tiempos.

## El concepto de trabajador líquido
La palabra líquido hace referencia a la flexibilidad de esta tendencia laboral. Si entendemos como trabajo “sólido” a aquel empleo tradicional en relación de dependencia con una empresa, el trabajo líquido es aquel que se adapta a las necesidades del mercado.
En este nuevo contexto, los profesionales son conscientes de la naturaleza del mercado y trabajan para formarse como individuos, no como empleados. De esta forma, el objetivo final de un trabajador líquido es convertirse en un activo para las empresas, colaborar con otros profesionales con talento, crear sus propias oportunidades y construir su propio futuro laboral.

## Controversia sobre el trabajo líquido
Existe una discusión abierta en relación con las repercusiones que este modelo de trabajo puede tener en la salud de los trabajadores.
La flexibilidad de horarios, el trabajo por proyectos y los continuos cambios geográficos podrían provocar altos niveles de estrés, afectando a la salud física y mental. Además del posible aumento de los gastos personales derivados del teletrabajo, y la reducción del tiempo de ocio y familiar.